# پنجاه و چهارمین مراسم جایزه گرمی
پنجاه‌وچهارمین مراسم جایزه گرمی در ۱۲ فوریه ۲۰۱۲ در استیپلز سنتر در لس‌آنجلس برگزار و از شبکه سی‌بی‌اس پخش شد. ال ال کول جی مجری رسمی برنامه بود. این بعد از هفت‌سال بود که برنامه یک مجری رسمی داشت. نامزدها در ۳۰ نوامبر ۲۰۱۱ معرفی شدند. کانیه وست با هفت نامزدی بیشتری میزان نامزدی را داشت و بعد از آن ادل, فو فایترز, و برونو مارس هر کدام شش نامزدی داشتند و بعد از آن لیل وین, اسکریلکس, و ردیوهد در پنج زمینه نامزد شدند.
ادل هر شش بخشی که نامزد شد بود، جایزه برد منجمله بهترین آلبوم سال، بهترین ترانه سال و بهترین ضبط سال.
شب قبل از مراسم ویتنی هیوستون در لس آنجلس درگذشت، و به همین خاطر جنیفر هادسون به بزرگداشت ویتنی هیوستون من همیشه عاشقت خواهم بود را خواند.

## اجراکنندگان
| خواننده                                                                                           | ترانه                                                                          |
| ------------------------------------------------------------------------------------------------- | ------------------------------------------------------------------------------ |
| بروس اسپرینگستین د ای استریت بند                                                                  | "ما مواظب خودمان هستیم"                                                        |
| برونو مارس                                                                                        | "بچه فراری"                                                                    |
| آلیشا کیز بونی ریت                                                                                | بزرگداشت به اتا جیمز "یک نوع شنبه‌ای از عشق"                                    |
| کریس براون                                                                                        | "موسیقی را زیاد کن" مردم زیبا"                                                 |
| جیسون الدین کلی کلارکسون                                                                          | "نمی‌خواهد بمانی"                                                               |
| فو فایترز                                                                                         | "راه رفتن"                                                                     |
| ریانا کلدپلی                                                                                      | "ما عشق پیدا کردیم" شاهدخت چین" پردیس"                                         |
| مارون فایو فاستر د پیپل بیچ بویز                                                                  | جشن گرفتن پنجاهمین سالگرد بیچ بویز "دختر گوگردی" خوب نخواهد بود" "لرزش‌های خوب" |
| پل مک‌کارتنی دایانا کرال جو والش                                                                   | "ولنتاین من"                                                                   |
| د سیلویل وارز                                                                                     | "بارتون هالو"                                                                  |
| تیلور سوئیفت                                                                                      | "بدجنس"                                                                        |
| کیتی پری                                                                                          | "ئی.تی. (ترانه)" بخشی از من"                                                   |
| ادل                                                                                               | "غوطه‌ور در ژرفا"                                                               |
| د بند پری بلیک شلتون گلن کمپبل                                                                    | بیعت با گلن کمپبل "در نظر من خوب" نورهای جنوبی (ترانه)" گاوچران سنگ مصنوعی"    |
| تونی بنت کری آندروود                                                                              | "این باید تو می‌بود"                                                            |
| جنیفر هادسون                                                                                      | بزرگداشت ویتنی هیوستون "من همیشه عاشقت خواهم بود"                              |
| کریس براون داوید گتا لیل وین فو فایترز ددماو۵                                                     | "من فقط می‌توانم تصور کنم" "طناب" اسلحه‌ات را بالا بیاور"                        |
| نیکی میناژ                                                                                        | "تعطیلات رمی"                                                                  |
| پل مک‌کارتنی بروس اسپرینگستین دیو گرول جو والش روستی اندرسون برایان ری پل ویکنز اب لابریل، جونیور. | "چرت‌های طلایی" آن سنگینی را حمل کن" پایان"                                     |

### مجریان
- آلیشا کیز و بونی ریت — بهترین تک‌خوانی پاپ را معرفی کردند
- مارک آنتونی و فرگی —بهترین اجرای رپ را معرفی کردند
- ریبا مک‌اینتایر — جیسون آلدین و کلی کلارکسون را معرفی کردند
- جک بلک — فو فایترز معرفی کرد
- ماریو منیگهام, پائولی پرتی و ویکتور کروز — بهترین اجرای راک را معرفی کردند
- رایان سیکرست — مارون فایو, فاستر د پیپل و بیچ بویز را معرفی کرد
- استیوی واندر — پل مک‌کارتنی را معرفی کرد
- کامن و تاراجی هنسن — بهترین آلبوم اراندبی را معرفی کردند
- نیل پاتریک هریس — ترانه سال را معرفی کرد
- کیت بکینسیل (با ال ال کول جی) — کیتی پری را معرفی کرد
- میراندا لمبرت و دیرکس بنتلی —بهترین آلبوم کانتری را معرفی کرد
- گوئینت پالترو — ادل را معرفی کرد
- تیلور سوئیفت — بزرگداشت به گلن کمپبل را معرفی کرد
- کری آندروود و تونی بنت — بهترین هنرمند جدید را معرفی کرد
- کوئست‌لاو (با ال ال کول جی) — کریس براون, داوید گتا, ددماو۵, فو فایترز و لیل وین را معرفی کرد
- دریک (خواننده رپ) — نیکی میناژ را معرفی کرد
- لیدی آنتبلوم — ضبط سال را معرفی کرد
- دایانا راس (با ال ال کول جی) — آلبوم سال و پل مک‌کارتنی را معرفی کرد

## نامزدها و برندگان
بعضی از نامزدها و برندگان عبارتند از:

### عمومی
ضبط سال
"غوطه‌ور در ژرفا" – ادل
- "هولوسین" – بان ایور
- "نارنجک" – برونو مارس
- "غار" – مامفورد اند ساندز
- "آتش‌بازی (ترانه)" – کیتی پری
  - استارگیت (تیم تهیه‌کننده) & سندی وی, تهیه‌کنندگان; استارگیت (تیم تهیه‌کننده), فیل تن, سندی وی و مایلس واکر، مهندسان و میکسرها

آلبوم سال
۲۱ (آلبوم ادل) – ادل
- روشنایی بیهوده – فو فایترز
- این‌گونه زاده شده‌ام (آلبوم) – لیدی گاگا
- Doo-Wops & Hooligans – برونو مارس
- بلند (آلبوم ریانا) – ریانا

ترانه سال
"غوطه‌ور در ژرفا"
- "همه نورها"
- "غار"
- "نارنجک"
- "هولوسین"

بهترین هنرمند جدید
بون ایور
- د بند پری
- جی. کول
- نیکی میناژ
- اسکریلکس

### پاپ
بهترین اجرای تک‌نفره پاپ
"یکی مثل تو" – ادل
- "من و شما" – لیدی گاگا
- "نارنجک" – برونو مارس
- "آتش‌بازی (ترانه)" – کیتی پری
- "بی‌نقص" – پینک (خواننده)

بهترین پاپ
۲۱ (آلبوم ادل) – ادل
- خانم قاتل – سی لو گرین
- این‌گونه زاده شده‌ام (آلبوم) – لیدی گاگا
- Doo-Wops & Hooligans – برونو مارس
- بلند (آلبوم ریانا) – ریانا

## رکوردها
| بیشترین نامزدی: - هفت: کانیه وست - شش: ادل, برونو مارس, فو فایترز - پنج: لیل وین, ردیوهد, اسکریلکس - چهار: بان ایور, دریک (خواننده رپ), جی-زی, مامفورد اند سانز, نیکی میناژ, ریانا | بیشترین جوایز: - شش: ادل - پنج: فو فایترز - چهار: کانیه وست - سه: اسکریلکس |